# Straszniów Gumienicki
Straszniów Gumienicki – część wsi Gumienice w Polsce położona w województwie świętokrzyskim, w powiecie kieleckim, w gminie Pierzchnica.
Począwszy od 2017 roku część wsi  tworzy odrębne sołectwo.